# Ring of Kerry

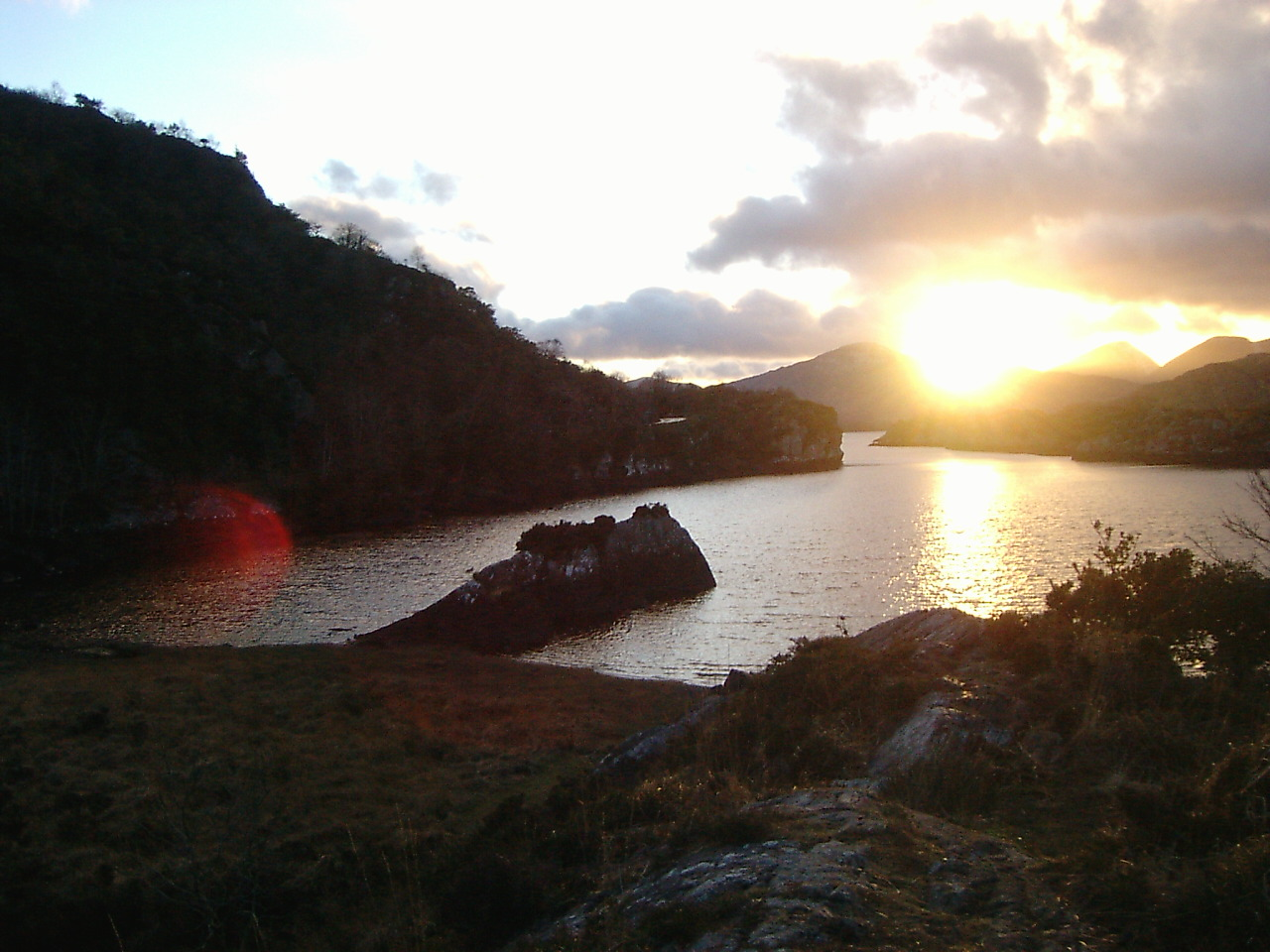
Ladies view bij Killarney. Het geeft een zicht op de Killarney Lakes in Nationaal Park Killarney.

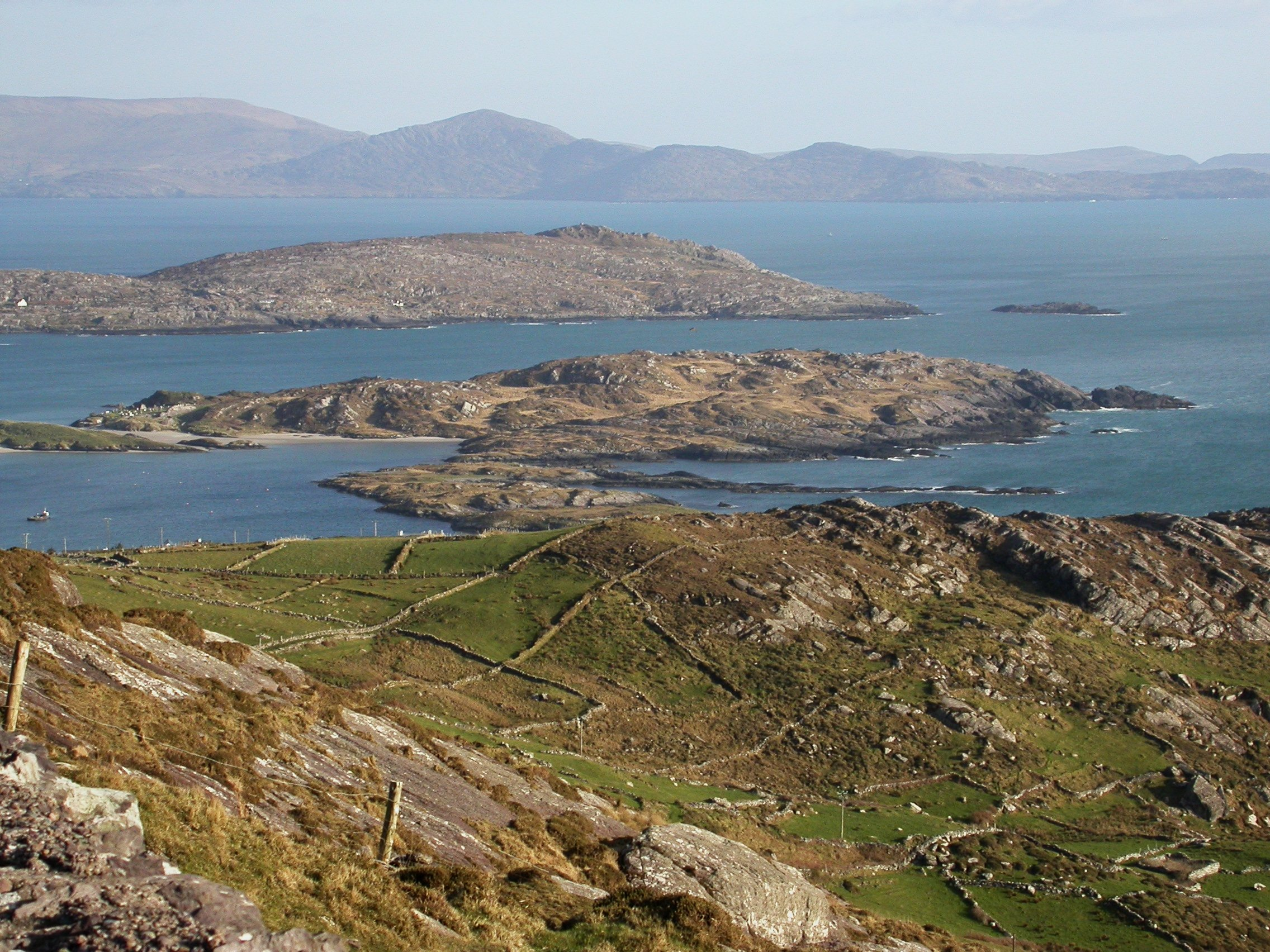
Uitzicht langs de kust.

De Ring of Kerry (Iers: An Mór Chuaird)  is een populaire toeristische autoroute in Ierland. Het rondje wordt vaak per auto, touringcar of op de fiets afgelegd. De rit volgt de kust van het schiereiland Iveragh en ligt, zoals de naam al zegt, in County Kerry.
Als uitgangsplaats wordt vaak Killarney gekozen, in een enkel geval Kenmare. De rit moet tegen de klok in worden gedaan. De noordzijde van de route gaat langs de baai van Dingle, en plaatsen als Killorglin en Glenbeigh.
Valentia Island is aan de oostzijde bereikbaar via een pont, aan de westzijde via een brug. Bezienswaardigheden op het eiland zijn Doulus Head, Bolus Head en zeker de Skellig-eilanden. De zuidbaai heet de Kenmare River en is toeristisch wellicht het mooist.
Halverwege de Ring of Kerry komt men het plaatsje Waterville tegen. Filmster Charlie Chaplin verbleef regelmatig in deze plaats. Er is dan ook een levensgroot standbeeld van hem te bewonderen.
Ten westen van Castlecove bevindt zich het Derrynane National Historic Park, waar een botanische tuin is te bezichtigen met vegetatie uit onder andere Zuid-Amerika.
Enkele kilometers na Castlecove bevindt zich het Staigue Fort, een cirkelvormig bouwwerk dat stamt van ca. 500 jaar voor Christus.
De Gap of Dunloe is niet opgenomen in de Ring of Kerry. De Ladies View is aan de zuidzijde, in de buurt van Killarney te vinden. Hier is ook het Nationaal Park Killarney. Ross Castle bij Lough Leane geeft een mooi uitzicht op Killarney.